# Alcides Cruz
Alcides Cruz (Rio de Janeiro, 15 de outubro de 1913 — Rio de Janeiro, 15 de dezembro de 1986) foi um pintor brasileiro.
Dedicou-se à figura e paisagem com orientação que se bifurca entre o impressionismo e o expressionismo. Recebeu todas as premiações nos Salões Oficiais, condecorado com Medalha de Ouro no Salão Nacional de Belas Artes em 1966.

## Biografia
Em 1926 começou a estudar pintura, foi aluno do Liceu de Artes e Ofícios do Rio de Janeiro e tomou parte no Grupo “Colmeia dos Pintores”. 

Estudou na Escola Nacional de Belas Artes, onde foi aluno de Henrique Cavalleiro. Na Academia Brasileira de Belas Artes ocupa a cadeira número 2, cujo Patrono é Henrique Bernardelli.

## Exposições Individuais
1973 - Madri (Espanha) — individual, na Casa do Brasil

## Mostras e Exposições Coletivas
1948 — Rio de Janeiro RJ — Salão do Clube Militar — menção honrosa

1949 — Rio de Janeiro RJ — Salão do Clube Militar — medalha de ouro

1951 — Rio de Janeiro RJ — Salão do Clube Militar — prêmio de viagem

1951 — São Paulo SP — 16º Salão Paulista de Belas Artes, na Galeria Prestes Maia

1952 — São Paulo SP — 17º Salão Paulista de Belas Artes, nos Salões do Trianon

1953 — São Paulo SP — 18º Salão Paulista de Belas Artes, na Galeria Prestes Maia

1954 — Rio de Janeiro RJ — Salão Nacional de Belas Artes — medalha de prata

1954 — São Paulo SP — 19º Salão Paulista de Belas Artes, na Galeria Prestes Maia

1958 — Rio de Janeiro RJ — O Trabalho na Arte, no Museu Nacional de Belas Artes 

1958 — Rio de Janeiro RJ — Salão de Artes Plásticas da Sociedade Brasileira de Belas Artes 

1960 — Rio de Janeiro RJ — Salão Fluminense de Belas Artes 

1961 — Rio de Janeiro RJ — Prêmio Formiplac, no MAM/RJ

1961 — Rio de Janeiro RJ — Salão de Artes Plásticas da Sociedade Brasileira de Belas Artes

1962 — Rio de Janeiro RJ — Salão de Artes Plásticas da Sociedade Brasileira de Belas Artes

1966 — Rio de Janeiro RJ — Salão Nacional de Belas Artes — medalha de ouro

1970 — Rio de Janeiro RJ — 75º Salão Nacional de Belas Artes, no MNBA — medalha de
ouro e prêmio de viagem ao exterior.